# بهرام بازهدو
بهرام بازدو كان شاعرًا فارسيًا من القرن الثالث عشر. ويُعتبر شاعرًا نادرًا، إذ كان زرادشتيًا في عصر كان مُعظم الفُرس قد اعتنقوا الإسلام.
العمل الوحيد المتبقي لـبهرام بازدو هو البهاريات وتعني الربيع)، مقطوعة موسيقية مكونة من 330 مقطعًا شعريًا، في بحر الهزج، يعود تاريخها إلى عام 1257. تحتفل القصيدة بموسم الربيع، ومهرجان رأس السنة الإيرانية النيروز، والنبي الزرادشتي، وتمدح الملوك والقادة الذين أيدوا أو نشروا الديانة الزرادشتية، والصالحين المتوفين الزرداشتيين [الإنجليزية]، وكذلك أولئك الذين قد ينسخون قصيدته. وفقًا للأستاذ جاليه أموزيغار، فإن البهاريات لا تتمتع بأي قيمة أدبية وهي مؤلفة بشكل سيئ.
إن أقدم نسخة باقية من البهاريات موجودة في مجموعة أكبر يعود تاريخها إلى الفترة 1653-1655. تغطي هذه الطبعة من البحيريات ، المؤرخة في عام 1654، الصفحات 219-223 من المخطوطة التي تحتوي على 512 صفحة. اعتبارًا من عام 1989، كانت المجموعة في عهدة المكتبة العامة في سانت بطرسبرغ، روسيا.
كان بهرام بازدهو والد زرتشت بهرام، مؤلف زردشت نامه الأكثر شهرة. في قصيدة الابن المقتبسة من كتاب أردا فيراف والتي تسبق مباشرة قصيدة الأب في المخطوطة المذكورة أعلاه المكونة من 512 ورقة، يوصف بهرام بازدو بأنه كاتب (دبير)، ورجل أديب (أديب)، وكاهن (هرباد [الإنجليزية])، وعالم فلك، وشخص كتب شعرًا جيدًا باللغة الفارسية الوسطى والفارسية الجديدة.